# ゲットリンク
ゲットリンク (Getlink SE、Groupe EuroTunnellink) は、英仏海峡トンネルの管理や、同トンネルの運行列車であるユーロトンネルシャトルの運営を行う企業。本社はフランス・パリに置かれている。ユーロネクスト・パリ上場企業（Euronext: GET ）。2017年11月「グループ・ユーロトンネル」より改称した。

## 沿革
英仏海峡トンネルの旧来の運営会社であるイギリスの「Eurotunnel plc」とフランスの「Eurotunnel S.A.」は、ドーバー海峡を横断する英仏海峡トンネルの管理と運営をおこなう企業として、1986年8月13日に設立され、両社により、ユーロトンネルグループを形成した。しかしトンネルの建設費は当初予想していたコストの6倍ちかくにのぼり、開業当初の旅客数が予測の3分の1にとどまったため、列車の通行料だけで利息の支払いに対処できず、2006年8月、フランスの裁判所で同社は6ヶ月間の破産保護に置かれた。運営会社の事業継続と倒産回避のため、負債の棒引きを承認され、28.4億UKポンドの融資を、ゴールドマン・サックスなど大手の投資銀行から受けることとなり、2007年6月28日に「グループ・ユーロトンネル」（Groupe Eurotunnel S.A.）として株式交換・事業再生が実施され、2009年11月、債務償還を見越して、最大119.4百万株の新普通株式を発行することを目標に、負債の削減と資本の増強が行われ、財務上の困難を克服した。
2010年6月、イギリスの貨物鉄道会社First GBRfを買収し、GB Railfreightの名称でリブランド化したが、2016年11月、同事業をスウェーデンの投資ファンドEQTに売却した。2017年11月、企業名の頭文字を取り新たに英語風の社名「ゲットリンク」（Getlink）を採用した。
2005年7月以降、ユーロネクスト・パリの株式公開企業となっている。ゴールドマン・サックスは、ゲットリンクの主要株主であり続けており、議決権ベースで約15％を保有している。
なお、トンネルを通過する高速旅客列車ユーロスターの運営は、イギリス・ロンドンに本社を置くEurostar International Limitedが行っているが、同社はフランス国鉄が株式の過半数を出資する別会社であり、ゲットリンクと組織上の関係はない。ユーロスターの通行料はゲットリンクの収益源の一つとなっている。

## 運営事業
ゲットリンクは現在以下の事業を行っている。
- 英仏海峡トンネルの管理事業
- ユーロトンネルシャトル（カートレインのシャトル列車サービス）の運行
- Europorte（トンネルを通過する貨物列車を運行する子会社）
- CIFFCO（鉄道業および関連産業の法人を対象に訓練サービスを提供する子会社）
- ElecLink（フランス・ブルターニュ地方の送電サービスを行う子会社）
- Samphire Hoe Country Park（イギリス側トンネル出口周辺の公立公園）の運営